# Secció Esportiva AEM
La Secció Esportiva AEM (acrónimo de Associació Ex-Alumnes Maristes) es un club de fútbol de Lérida, España, en el que destaca la sección de fútbol femenino que en la actualidad disputa la Primera Federación Femenina de España.

## Historia
La Sección Deportiva AEM fue fundado en 1925 con el primer nombre de Claver CF, adoptando posteriormente el de AEM, siendo sus primeros futbolistas un grupo de estudiantes. A partir de 1931, las actividades de la Sección Deportiva se detuvieron unos años, ya que las circunstancias políticas de la época limitaron sus ambiciones.
En la década de los 50 se volvió a formar la unión Lleida - AEM, formándose el primer equipo juvenil de la provincia, el cual participó en los campeonatos de Cataluña Juvenil consiguiendo dos subcampeonatos (1951/1952 - 1952/1953) y un título de campeón la temporada 1953/1954
En 1972 se formó un equipo de categoría amateur que militó unos años en la segunda regional, pero que llevó unas grandes pérdidas en el club, motivo por el cual desapareció y no fue hasta el año 2011 el club volvió a contar con un equipo amateur que actualmente milita en la Tercera Catalana.

### Fútbol femenino
Des del año 2003, la S.E. AEM cuenta con una sección de fútbol femenino, llegando el primer equipo a la Segunda División la temporada 2013-14. En futbol base, la sección fue notícia la temporada 2016/17 cuando un equipo sub-14 de chicas ganó la cuarta división catalana jugando contra equipos de chicos de su edad.